# 데스마치에서 시작되는 이세계 광상곡
데스마치에서 시작되는 이세계 광상곡(デスマーチからはじまる異世界狂想曲)는 아이나나 히로가 원작한 일본의 라이트 노벨 소설 작품이다. 개명은 테스마(デスマ). 「소설가가 되자」에서 2013년 3월 3일부터 웹 소설로 발간. 서적판은 후지미 쇼보(KADOKAWA)에서 발행해, 일러스트는 shri가 담당.

## 줄거리
30대 전후인 프로그래머 스즈키 이치로는 평상복을 입은 채로 레벨 1에서 갑자기 다른 세계에 있는 자신을 깨닫는다. 3번만 사용할 수 있는 일회용 대마법 「유성우」로 앉은 채 고레벨과 보물을 손에 넣은 그의 행동은 이세계 「관광」?